# Árpád-kilátói-zsomboly
Az Árpád-kilátói-zsomboly a Duna–Ipoly Nemzeti Parkban lévő Budai Tájvédelmi Körzetben, Budapest II. kerületében található egyik barlang.

## Leírás
A Látó-hegy tetejének DK-i oldalán, az Árpád-kilátótól kb. 100 m-re ÉNy-ra, lankás hegytetőn és erdőben nyílik. Az Országos Kéktúra kék sáv jelzésű turistaútjának közelében van a bejárata. Bejárata természetes jellegű, függőleges tengelyirányú, kör alakú és 1,8 m széles. Felső eocén mészkőben jött létre korrózió és karsztvízszint alatti oldódás hatására. Kialakulásában a tektonikának is szerepe volt. A Szépvölgyi Mészkő Formáció felső, repedezett, töredezett, epikarsztos zónájában keletkezett.
Gyakorlatilag egyetlen kör szelvényű függőleges aknából áll. Az aknából kb. 1 m átmérőjű gömbfülke ágazik ki csak. A gömbfülkében figyelhető meg egy jellegtelen, fakó színű, borsóköves kéreg. A részletesen felmért barlang hossza 4,5 m, mélysége 3,5 m, függőleges kiterjedése 3,5 m, vízszintes kiterjedése pedig 4,5 m. Alján általában sok a kommunális hulladék. A barlangjáró alapfelszereléssel és könnyű mászással bejárható barlang megtekintéséhez engedély szükséges.
Előfordul irodalmában Árpád-kilátói-zsomboly (Fleck, Vid 1982), Árpádkilátói-zsomboly (Bertalan 1976), Látóhegyi forráskürtő (Bertalan 1976), Miklós-kürtő (Kraus 1983), ezt a nevet a felfedező Oláh Miklós nevéről kapta, Miklós kürtő (Thuróczy 1964) és Miklóskürtő (Csók 1959) neveken is. 1995-ben volt először Árpád-kilátói-zsombolynak nevezve a barlang az irodalmában (Leél-Őssy 1995).

## Kutatástörténet
1958. április 20-án fedezte fel a barlangot Oláh Miklós. A barlang a megtalálásakor 2 m mély, felül 1–1,2 m, alul 2 m átmérőjű volt, majd 4,5 m mélységig tárták fel a Városterv Barlangkutató Csoportjának barlangkutatói. 1959-ben a Városterv Építők Sportköre Barlangkutató Csoportjának tagjai kutatták és kitisztították. Ekkor robbantással is mélyítették. 1962-ben a csoport szintén bontotta, és filmfelvétel készült a munka egy részéről. Az 1964-ben kiadott, Az országos kék-túra útvonala mentén című könyvben le van röviden írva. A leírás szerint kb. 4 m mély. 1969-ben Kiss Attila, Kovács József és Kraus Sándor bontották ki a feltöltődött üreget, és ekkor 4,3 m mélységig jutottak, ahol réteglapok határolták az alját, de egy agyaggal teljesen kitöltött cső vezetett lefelé.
1971-ben a Kinizsi Barlangkutató Csoport bár 1971-re nem szerzett kutatási engedélyt a Látó-hegyen lévő Miklós-kürtő kutatásához, mégis munkát végzett benne, amelynek főleg az volt a célja, hogy egy későbbi nagyobb kutatáshoz megkönnyítse a munkát. Bertalan Károly 1976-ban befejezett kéziratában azt lehet olvasni, hogy az Árpádkilátói-zsomboly másik neve Látóhegyi forráskürtő, és a Budai-hegyekben, a Látó-hegyen, másik nevén Gugger-hegyen, Budapest II. kerületében található. A Látó-hegy csúcsától 140 m-re DK-re, az Árpád-kilátótól kb. 80 m-re, ÉNy-ra található a bejárata. Bejárata átlagosan 2 m keresztmetszetű kútszerű akna. Hossza 2 m, és az eltömődött barlang kb. 4 m mélységig volt kibontva. Valószínűleg hévízkürtő, amely törmelékkel van kitöltve. A kézirat barlangra vonatkozó része egy kézirat alapján lett írva.
1980. február 9-én fel lett mérve kb. 4 m mélységig. 1981 őszén megtalálták az Óbudai Kinizsi Barlangkutató Csoport tagjai egy terepbejáráskor, és addig ismeretlen barlangnak hitték. 3 m mélynek lett leírva. 1982-ben az Óbudai Szeszgyár Kinizsi Sportkör Barlangkutató Csoportjának volt kutatási engedélye a barlang kutatásához. 1982-ben a Rózsadombi Kinizsi Barlangkutató és Hegymászó Sportegyesület megint kitakarította és kibontotta 6 m mélységig, ahol a szálkő összeszűkült.
A sportegyesület 1982. évi jelentésében az olvasható, hogy sok évvel az 1981. évi megtalálás előtt általuk ismeretlen kutatók már bontották. Az 1983. évi MKBT-beszámolóban megjelent, Kraus Sándor által írt zárójelentés szerint az 1960-as évek elején bontották ki a barlangot a Városterv Építők Sportköre Barlangkutató Csoportjának tagjai, és az üreg később többször ki lett tisztítva, de azóta újra feltöltődött szeméttel. Az 1984-ben megjelent, Magyarország barlangjai című könyv országos barlanglistájában szerepel a Budai-hegységben lévő barlang Árpád-kilátói-zsomboly néven Látóhegyi forráskürtő névváltozattal. A listához kapcsolódóan látható a Dunazug-hegység barlangjainak földrajzi elhelyezkedését bemutató 1 : 500 000-es méretarányú térképen a barlang földrajzi elhelyezkedése.
Az 1987. évi MKBT központi kutatótábor tájékoztatójában van egy ábra, amelyen megfigyelhető, hogy a budai barlangok közül néhány, pl. az Árpád-kilátói-zsomboly mekkora tszf. magasságban helyezkedik el, illetve ezeknek a barlangoknak mekkora a függőleges kiterjedése. Az 1995. évi Földtani Közlönyben megjelent, Leél-Őssy Szabolcs által írt tanulmányban le van írva a barlang. A publikációban lévő helyszínrajz szemlélteti a barlang földrajzi elhelyezkedését. A leírás szerint a függőleges, 2 m átmérőjű és 4–5 m mély kürtő Szépvölgyi Mészkőben jött létre, valamint alján agyagkitöltés van. 2004. augusztus 30-án Gazda Attila készítette el a barlang nyilvántartólapját.

## További irodalom
- A Városterv Építők Sportköre Barlangkutató Csoportjának 1959 előtti, 1960. és 1961. évi naplói.